# Полк (округ, Джорджія)
Шаблон:StateAbbr_ 34°00′ пн. ш. 85°11′ зх. д. / 34° пн. ш. 85.18° зх. д.
Округ Полк (англ. Polk County) — округ (графство) у штаті Джорджія, США. Ідентифікатор округу 13233.

## Історія
Округ утворений 1851 року.

## Демографія
За даними перепису
2000 року
загальне населення округу становило 38127 осіб, зокрема міського населення було 18253, а сільського — 19874.
Серед мешканців округу чоловіків було 18983, а жінок — 19144. В окрузі було 14012 домогосподарства, 10338 родин, які мешкали в 15059 будинках.
Середній розмір родини становив 3,09.
Віковий розподіл населення поданий у таблиці:
| Стать    | До 15 років | 15-21 | 22-29 | 30-39 | 40-49 | 50-65 | 65-85 | Понад 85 |
| -------- | ----------- | ----- | ----- | ----- | ----- | ----- | ----- | -------- |
| Чоловіки | 4260        | 2140  | 2207  | 2914  | 2575  | 2930  | 1817  | 140      |
| Жінки    | 3918        | 1808  | 1960  | 2665  | 2579  | 3145  | 2631  | 438      |

## Суміжні округи
- Флойд — північ
- Бартоу — північний схід
- Полдінг — схід
- Гералсон — південь
- Клеберн, Алабама — південний захід
- Черокі, Алабама — захід

## Виноски
1. ↑  U.S. Decennial Census. United States Census Bureau. Процитовано 25 червня 2014.
2. ↑  Historical Census Browser. University of Virginia Library. Архів оригіналу за 11 серпня 2012. Процитовано 25 червня 2014.
3. ↑  Population of Counties by Decennial Census: 1900 to 1990. United States Census Bureau. Процитовано 25 червня 2014.
4. ↑  Census 2000 PHC-T-4. Ranking Tables for Counties: 1990 and 2000 (PDF). United States Census Bureau. Процитовано 25 червня 2014.
5. ↑  State & County QuickFacts. United States Census Bureau. Архів оригіналу за 2 липня 2011. Процитовано 18 лютого 2014.(англ.) Наведено за англійською вікіпедією.
6. ↑  American FactFinder. Бюро перепису населення США. Архів оригіналу за 26 лютого 2012. Процитовано 31 січня 2008.

| США | Це незавершена стаття з географії США. Ви можете допомогти проєкту, виправивши або дописавши її. |